# Elcanidae

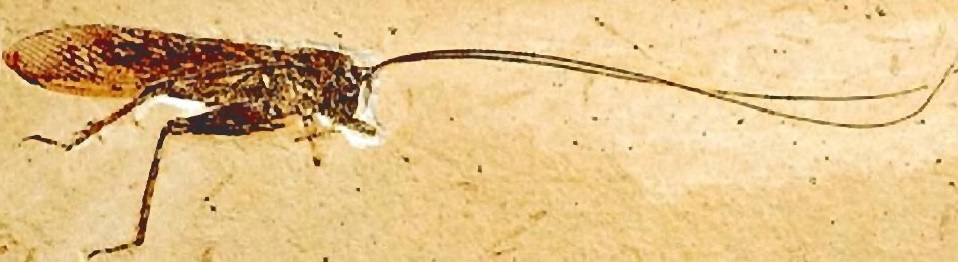
Elcanidae da Formação Crato de aproximadamente 120 milhões de anos, Cretáceo Inferior da Bacia do Araripe, Brasil. Fonte:

Elcanidae é uma família de ortópteros extintos com distribuição estratigráfica do Triássico ao Cretáceo Superior. A extinção destes insetos está possivelmente associada à transição Cretáceo-Paleógeno, o mesmo evento que resultou no desaparecimento de grupos de animais como os dinossauros não avianos e biválvios rudistas. Entretanto, diante da distribuição estratigráfica dos últimos elcanídeos para o Cretáceo médio, e frente à alta resistência dos insetos em eventos de extinções em massa (transições Permiano-Triássico e Triássico-Jurássico), levantam-se questões acerca do real motivo de desaparecimento destes ortópteros. Aproximadamente 95% das famílias de insetos do Cretáceo Superior são as mesmas representadas atualmente, mostrando que os eventos ocorridos no final do Cretáceo não necessariamente seriam determinantes para o desaparecimento de variados grupos de insetos, entre eles os elcanídeos.
Em 2020 foi reconhecida a primeira evidência de um Elcanidae no Cenozoico, a partir do registro de uma tégmina nos estratos do Paleoceno da Formação Menat, na França, o que levanta a possibilidade destes insetos terem resistido ao evento de extinção do Cretáceo-Paleógeno. No entanto, a ocorrência deste táxon é dada apenas por um espécime representado por uma tégmina, sem identificação de um maior número de exemplares, bem como de um exemplar completo e articulado. Espera-se, portanto, que mais exemplares de elcanídeos sejam reconhecidos em estratos cenozoicos de localidades fossilíferas ao redor do mundo para, finalmente, admitir sem ressalvas que o grupo sobreviveu ao evento K/T. 

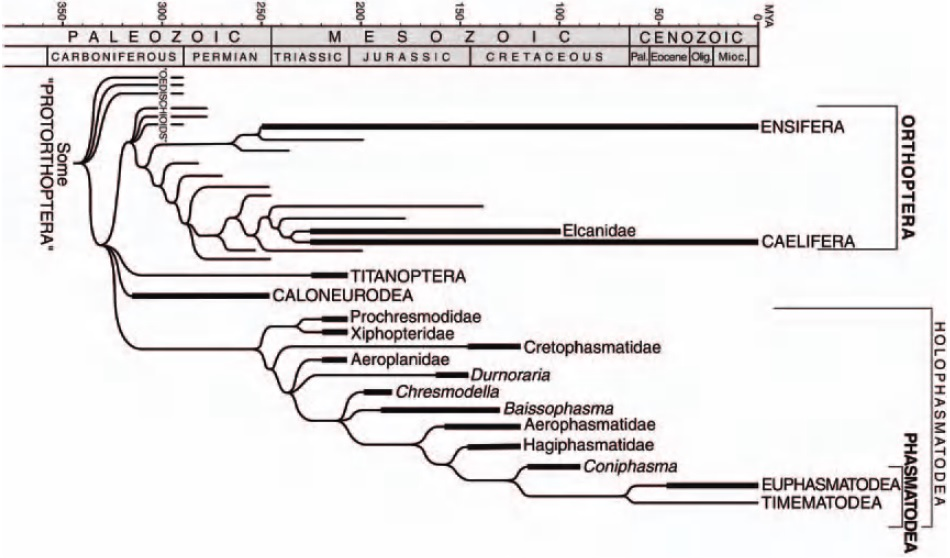
Filogenia de Orthoptera com a posição de Elcanidae e sua distribuição estratigráfica restrita ao Mesozoico.

## Filogenia
Os Elcanidae estão inseridos na superfamília Elcanoidea, que inclui também a família Permelcanidae, com distribuição do Permiano Inferior ao Triássico Superior. As tégminas de ambas as famílias não apresentam aparelho estridulatório, levantando questões se havia um mecanismo de bioacústica similar ao dos ensíferos atuais. A feição mais diagnóstica dos elcanídeos são os esporões na superfície dorsal da tíbia posterior, articulados na base, grandes, robustos, achatados, com forma de lobos, folhas ou alongados. Estruturas metatibiais achatadas poderiam estar associadas à natação, voo planado ou como prevenção para estes insetos não afundarem em substratos granulometricamente finos.

Devido à escassez de fósseis com corpos inteiramente articulados e preservados, a posição sistemática dos Elcanidae ainda é motivo de controvérsia. Alguns autores consideraram estes insetos um clado basal de Ensifera, embora o padrão de venação das tégminas sejam similares aos de Caelifera. Para outros, Elcanidae poderia ser um grupo irmão de todos os Orthoptera, ou simplesmente ainda seria um grupo com posição filogenética não resolvida. As longas antenas e características ninfais são similares a Ensifera, entretanto o padrão de venação das asas e outros caracteres das formas adultas são mais consistentes com Caelifera. Atualmente admite-se que os elcanídeos consistem em um grupo irmão ou parafilético dos Caelifera, apesar das antenas longas e filiformes e ovipositor mais pronunciados serem similares aos ensíferos. Morfologicamente falando, estes insetos são considerados uma “forma mista” com morfologias diagnósticas de ensíferos e caelíferos.
Os elcanídeos são subdivididos em duas subfamílias: Elcaninae Handlirsch, 1906 e Archelcaninae Gorochov et al., 2006. Em levantamentos recentes, Elcanidae compreende 53 espécies e 15 gêneros, identificados em depósitos fossilíferos da Europa, Ásia, América do Norte e América do Sul, indicando uma distribuição em ambos os hemisférios durante o Mesozoico, nos supercontinentes Gondwana e Laurásia. Como a diferença entre as subfamílias está no padrão de venação das asas, o posicionamento dos espécimes em nível de subfamília é comumente dificultado pela não preservação desta morfologia.

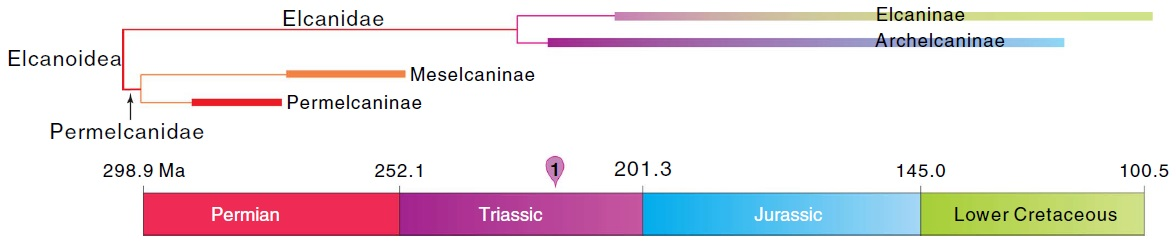
Distribuição estratigráfica das duas subfamílias de Elcanidae.

A subfamília Elcaninae é caracterizada pela presença de uma fusão distal entre o ramo posterior da primeira veia cubital posterior, segunda veia cubital posterior e primeiro ramo da veia anal anterior.
- Probaisselcana Gorochov, 1989
- Panorpidium Westwood, 1854
- Eubaisselcana Gorochov, 1986
- Cratoelcana Martins-Neto, 1991
- Minelcana Gorochov et al., 2006

Archelcaninae é caracterizada pela ausência da fusão das veias cubitais e anal identificada em Elcaninae.
- Parelcana Handlirsch, 1906
- Synelcana Zessin, 1988
- Archelcana Sharov, 1968
- Sibelcana Gorochov, 1990
- Hispanelcana Peñalver & Grimaldi, 2010
- Cascadelcana Fang et al., 2018
- Jeholelcana Fang et al., 2018
- Sinoelcana Gu et al., 2020

## Oviposição

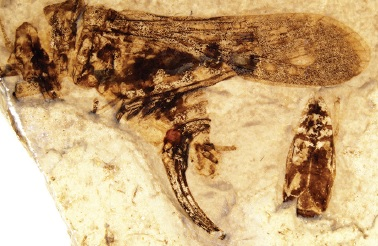
Ovipositor em forma de foice de Sinoelcana minuta.

O ovipositor dos ensíferos é especializado de acordo com o sítio e padrão de oviposição. Embora o ovipositor de diferentes espécies de Elcanidae seja diferenciado em dimensão, a forma geral é lanciforme, sendo uma feição diagnóstica de ensíferos recentes. Por associação com ortópteros atuais, pode-se admitir que alguns elcanídeos também podiam colocar seus ovos em solos, assim como os ensíferos. Em Sinoelcana minuta Gu et al.,
2020, entretanto, o ovipositor é menor, mais robusto e em forma de foice, sendo associado à oviposição em material vegetal, como restos vegetais mortos ou troncos.

## Voo
Os elcanídeos apresentam um pterostigma bem desenvolvido, indicando que estes insetos certamente desenvolveram um mecanismo de voo específico e diferenciado dos outros ortópteros durante o Mesozoico. O pterostigma é uma área esclerotizada e mais espessa da margem anterior da asa de um inseto, não identificado em outros ortópteros fósseis e atuais. Outros autores já admitem que os esporões metatibiais ficariam abertos durante o voo, fornecendo uma maior estabilidade ao inseto.

## Paleoecologia
Elcanídeos foram um grupo diversificado nos ecossistemas terrestres do Mesozoico, ocorrendo em uma grande variedade de hábitats, desde os mais áridos com vegetação mais espaçada, interpretado a partir das rochas do Cretáceo Inferior da Formação Crato, no Brasil até florestas com vegetação mais densa como indicados pelos âmbares do Cretáceo médio da Espanha. Elcanidae já foi reportado em depósitos do Triássico ao Cretáceo da Eurásia, América do Norte e Brasil. O mais antigo Elcanidea descrito até o momento é Cascadelcana virginiana Fang et al., 2018 em depósitos do Noriano da Formação Cow Branch, nos Estados Unidos. Já o registro mais novo é de Cenoelcanus menatensis Shubnel et al., 2020 do Paleoceno da Formação Menat, na França.

## Preservação
Tafonomicamente falando, estes insetos podem ser reconhecidos como restos substituídos ou impressões da carcaça em rochas, como os calcários laminados da Formação Crato no Brasil, ou como restos inalterados em âmbares, como os do Cretáceo de Myanmar.